# 469
469 је била проста година.

## Догађаји
- Остроготски кнез Теодорик, стар 15 година, враћа се у Панонију, након што је живео као дете талац на двору цара Лава I у Цариграду.
- Вандали нападају Епир (модерна Грчка). Они су протерани са Пелопонеза и у знак одмазде Вандали узимају 500 талаца на Закинтосу. На повратку у Картагину они таоци бивају заклани.
- Краљ Еурик се проглашава независним од Западног римског царства. Он проширује моћ Визигота у Хиспанији; освојивши градове Памплону, Сарагосу и Мериду.
- Ватикан склапа пакт са салијанским франачким краљем Хилдериком I, пристаје да га назове „новим Константином“ под условом да прихвати прелазак на хришћанство.